# 正泉寺 (目黒区)
正泉寺（しょうせんじ）は、東京都目黒区にある浄土宗の寺院。

## 概要
1572年（元亀3年）、存冏によって開山された。元々は下総国相馬郡（現・千葉県・茨城県の一部）に位置し、「泉応院」という名称だった。
1590年（天正18年）、徳川家康の江戸入府とともに江戸に移転し、「正泉寺」に改称した。その後、江戸市中を転々とし、1653年（承応2年）に三田台町に落ち着いた。明治末期から大正初期にかけて、現在地に移転した。

## 墓所
- 式亭三馬（作家）
- 山角定勝（旗本山角家が開基）
- 羽倉簡堂（旗本）

地方の代官を務めるなど、行政官として手腕を発揮。父秘救も代官職を歴任している。養子に鋼三郎がいる。
- 岡部春平（国学者）
- 四代目竹本綱太夫（浄瑠璃）

## 交通アクセス
- 西小山駅より徒歩12分。